# Porte d'Italie
De Porte d'Italie is een van de toegangspunten tot de stad Parijs, de Portes de Paris, en is gelegen in het zuidelijke 13e arrondissement. De poort ligt aan de Boulevard Périphérique en de boulevards des Maréchaux. In de 19e eeuw was het een fysieke stadspoort, onderdeel van de 19e-eeuwse stadsomwalling van Thiers.
Vanuit de Porte d'Italie vertrok  de nationale weg N7 naar Lyon en Italië. Dit is de D7 geworden.
Bij de Porte d'Italie is het gelijknamige metrostation Porte d'Italie aanwezig, dat onderdeel is van de Parijse metrolijn 7.